# كيتي كار
كيتي كار (بالإنجليزية: Katy Carr)‏ هي مغنية وكاتبة غنائية بريطانية، ولدت في 1 فبراير 1980 في نوتنغهام في المملكة المتحدة.

## وصلات خارجية
- الموقع الرسمي
- كيتي كار على موقع ميوزك برينز (الإنجليزية)
- كيتي كار على موقع ديسكوغز (الإنجليزية)